# Melanargia salonicae
Melanargia salonicae är en fjärilsart som beskrevs av Philip James Barraud 1918. Melanargia salonicae ingår i släktet Melanargia och familjen praktfjärilar. Inga underarter finns listade i Catalogue of Life.